# Бетилиды

Sierola gilbertae

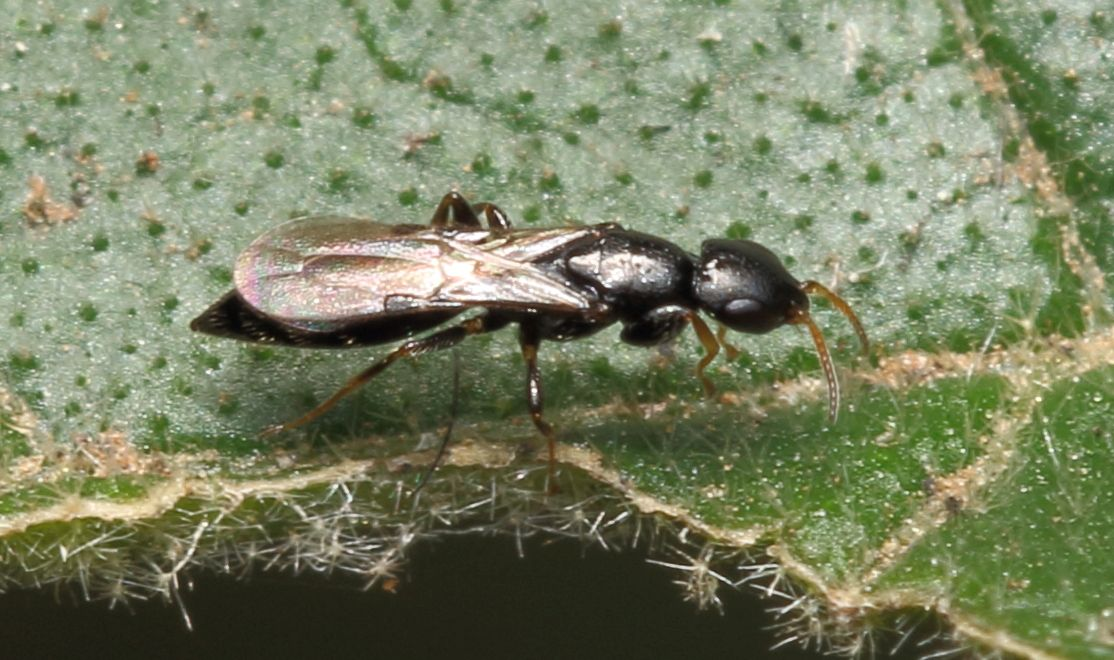

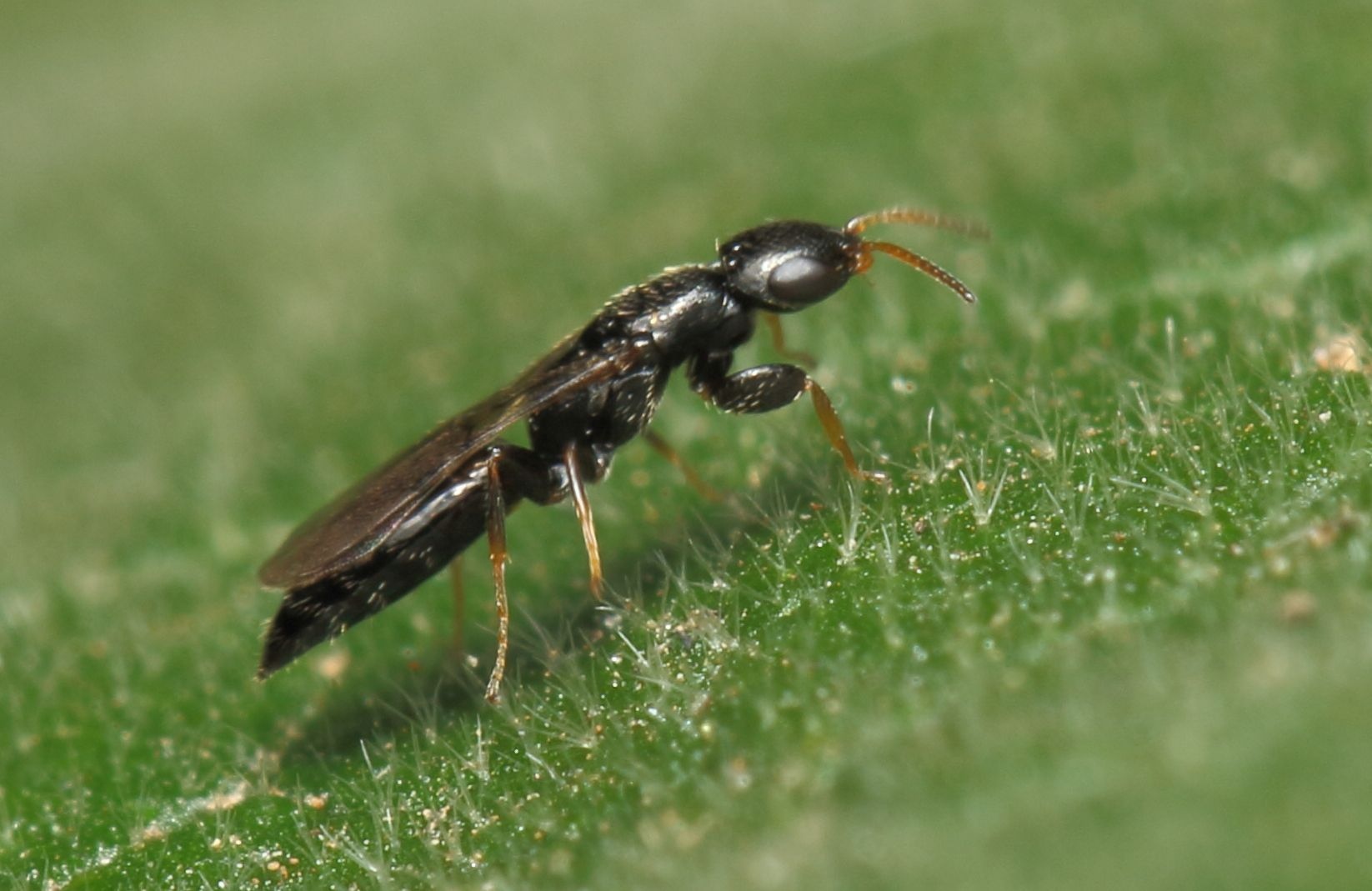

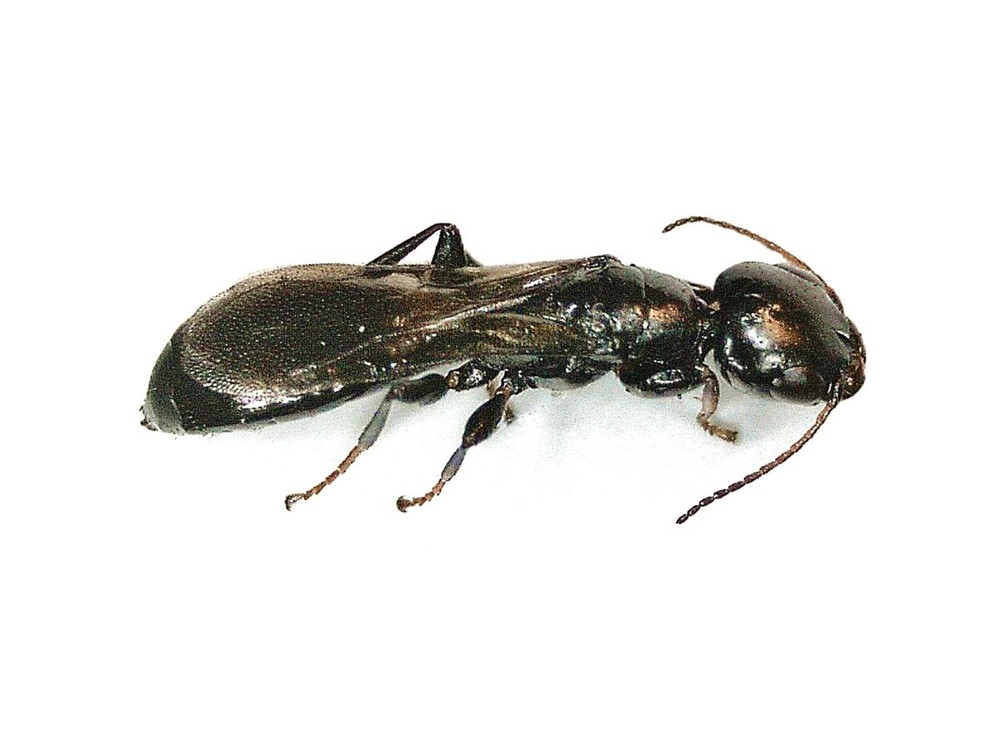

Sierola gilbertae

Бетили́ды (лат. Bethylidae) — семейство ос подотряда стебельчатобрюхие отряда перепончатокрылые насекомые. Размеры мелкие (1—10 мм). Крылья с сильно редуцированным жилкованием, есть бескрылые формы.

## Биология
Имеются как обычные паразитоидные формы (гониозус, перизиерола и др.) так и виды, у которых намечается переход к сложным формам заботы о потомстве (эпирис и др.) и к общественной жизни (склеродерма). Гониозус (Goniozus) — паразит гусениц виноградной листовёртки. Перизиерола (Perisierola) — паразит гусениц хлопковой моли («розового червя»).
Осы рода склеродерма (Sclerodermus) демонстрируют зачатки общественной жизни (склеродерма заботится о потомстве, ухаживает, облизывает своих личинок; имеет 4 морфологические формы самок и самцов с крыльями и бескрылых). Они используют в качестве хозяина личинок усачей и других обитающих в древесине жуков. Мелкие самки нападают на превосходящих их в тысячи раз личинок. Сначала самка парализует при помощи жала мышцы, приводящие в движение мощные жвалы хозяина. После этого она ползает по всему телу личинки, парализуя одни группы мышц за другими. Эта работа длится до 4 дней. Когда жертва становится неподвижной, склеродерма, прокусывая её кожу, начинает питаться гемолимфой, что необходимо ей для развития яичников. Затем на тело парализованной личинки усача откладывается до 150 яиц. За вышедшими из них личинками самка ухаживает, облизывает их, держа между передними ногами. Личинки паразита питаются вначале на поверхности тела, а затем прогрызают кожу и погружают внутрь голову и первые сегменты груди.

## Генетика
Гаплоидный набор хромосом n = 10—14.

## Распространение
В мире известно около 3000 видов (на 2018 год; в 1990 году было известно около 1800 видов, 104 рода: Gordh & Möczar, 1990), преобладают в тропиках. В Палеарктике около 150 видов, в Европе — около 100 видов.
По данным каталога перепончатокрылых России (2017) в мире более 2340 видов (84 рода), в Палеарктике 244 (20), в России 34 вида (20 родов).

## Палеонтология
В настоящее время описано 62 ископаемых вида бетилид из 28 родов (включая три полностью вымерших подсемейства Holopsenellinae, Lancepyrinae и Protopristocerinae), большая часть из которых была найдена в балтийском янтаре. Также бетилид находили в ливанском, бирманском и таймырском янтарях. Древнейшие бетилиды известны с раннего мела.

## Систематика
Молекулярно-генетические исследования показали монофилию семейства Bethylidae (с подсемейством Bethylinae сестринским ко всем остальным подсемействам), монофилию подсемейства Pristocerinae, виды Mesitiinae образуют монофилетический кластер с Sclerodermini (sensu lato).
Семейство включает 2 920 видов и 96 родов в 9 подсемействах: Bethylinae, Pristocerinae, Epyrinae, Mesitiinae, Scleroderminae, †Cretabythinae, †Elektroepyrinae, †Lancepyrinae и †Protopristocerinae. †Holopsenellinae в 2023 году выделено в отдельное семейство †Holopsenellidae, в неясном статусе Aculeata incertae sedis (Lepeco and Melo 2022).
Филогенетические отношения подсемейств иллюстрируются следующей схемой (Brazidec et al., 2023): †Cretabythinae + (†Lancepyrinae + (Mesitiinae + ((†Elektroepyrinae+Bethylinae) + (Scleroderminae +((†Protopristocerinae + Epyrinae) + Pristocerinae))))).

### Bethylinae
- Bethylinae (11 родов, более 530 видов)[3]
  - Bethylini
    - Afrobethylus Ramos & Azevedo, 2016
    - Bethylus Latreille, 1802
      - = Anoxus Thomson, 1862

    - Cretobethylellus Rasnitsyn, 1990
    - Eupsenella Westwood, 1874 (Eupsenella aulax)
      - =Fushunochrysites Hong, Sinibethylus Hong

    - Goniozus Förster, 1856 (170 видов)
      - =Messoria Meunier

    - ?Lelejola Gorbatovsky, 1998
    - Lytopsenella Kieffer, 1911
    - Nucifrangibulum Cockx, McKellar & Perrichot, 2016
    - Odontepyris Kieffer, 1904
    - Omaloderus Walker, 1843
    - Prosierola Kieffer, 1905 (10)
    - Sierola Cameron, 1881

### Epyrinae
- Epyrinae (13 родов, более 900 видов)[3]
  - Epyrini
    - Anisepyris Kieffer, 1905 (около 250 видов)[12][13]
      - = Procalyoza Kieffer, 1905, Trichotepyris Kieffer, 1906,

    - Aspidepyris Evans, 1964 (20 видов)
    - Bakeriella Kieffer, 1910
    - Calyozina Enderlein, 1912
    - Chlorepyris Kieffer, 1913[14]
    - Disepyris Kieffer, 1905
    - Epyris Westwoood, 1832 (около 200 видов)[15]
      - = Isobrachium Förster, Leptepyris Kieffer, 1914, Melanepyris Kieffer, 1913, Neodisepyris Kurian, 1955, Trissepyris Kieffer, 1905
      - = Rhabdepyris Kieffer, 1904 (110 видов)[16][17]

    - Formosiepyris Terayama, 2004
    - †Gloxinius Colombo & Azevedo, 2021[14]
      - †Gloxinius bifossatus (Brues, 1939) (= Epyris bifossatus)

    - Holepyris Kieffer, 1905 (около 100 видов)
    - Laelius Ashmead, 1893 (более 50 видов)[18][19][20]
      - = Prolaelius Kieffer, 1905, Allepyris Kieffer, 1905

    - Trachepyris Kieffer, 1905
      - = Acanthepyris Kieffer 1912, Planepyris Kieffer, 1905, Pristobethylus Kieffer 1906

    - Xenepyris Kieffer, 1913

### Scleroderminae
- Scleroderminae (22 рода, более 200 видов)[3]
  - Sclerodermiini, или отдельное подсемейство Scleroderminae[21]
    - Allobethylus Kieffer, 1905
      - = Nesepyris Bridwell, 1920

    - Alloplastanoxus Terayama, 2006
    - Alongatepyris Azevedo, 1992
    - Bethylopsis Fouts, 1939
    - Celonophamia Evans, 1973 (Cephalonomiini)
    - Cephalonomia Westwood, 1823 (34 вида, Cephalonomia pinkﬂoydi) (Cephalonomiini)
      - = Acephalonomia Strejček, 1989 (Cephalonomiini), Holopedina Foerster, 1850 (Cephalonomiini)

    - Chilepyris Evans, 1964
    - Discleroderma Kieffer, 1904[22]
    - Glenosema Kieffer, 1905
    - Israelius Richards, 1952
    - Lepidosternopsis Ogloblin, 1954
    - †Mael Colombo & Azevedo, 2021[14]
      - †Mael longiceps (Brues, 1923) (=Epyris longiceps)

    - Megaprosternum Azevedo, 2006
    - Nothepyris Evans, 1973
    - Pararhabdepyris Gorbatovsky, 1995
    - Plastanoxus Kieffer, 1904 (Cephalonomiini)
    - Platepyris Lanes & Azevedo, 2008
    - Proplastanoxus Terayama, 2005
    - Prorops Waterston, 1923 (Cephalonomiini)
    - Sclerodermus Latreille, 1809
      - = Ateleopterus Förster, 1856
      - = Ateleopterus Ashmead, 1893 (Cephalonomiini)

    - Solepyris Azevedo, 2006
    - Thlastepyris Evans, 1973
    - Tuberepyris Lanes & Azevedo, 2008

### Mesitiinae
- Mesitiinae (17 родов, более 170 видов)[3]
  -     - Anaylax Móczár, 1970
    - Australomesitius Barbosa & Azevedo, 2016
    - Botoryan Argaman, 2003
    - Bradepyris Kieffer, 1905
      - =Triglenus Marshall, 1905, Pseudomesitius Duchaussoy, 1916

    - Clytrovorus Nagy, 1972
    - Gerbekas Argaman, 2003
    - Heterocoelia Dahlbom, 1854
      - = Codorcas Nagy, 1972, Hamusmus Argaman, Ukayakos Argaman

    - Incertosulcus Móczár, 1970
      - = Domonkos Argaman

    - Itapayos Argaman, 2003
    - Mesitius Spinola, 1851
    - Metrionotus Móczár, 1970
    - Moczariella Barbosa & Azevedo, 2014
    - Parvoculus Móczár, 1970
    - Pilomesitius Móczár, 1970
    - Pycnomesitius Móczár, 1971
    - Sulcomesitius Móczár, 1970
    - Zimankos Argaman, 2003

### Pristocerinae
- Pristocerinae (23 рода, более 1000 видов)[3]
  - Pristocerini
    - Acrenesia Alencar & Azevedo, 2018
    - Afgoiogfa Argaman, 1988
    - Anisobrachium Kieffer, 1905
    - Apenesia Westwood, 1874 (120 видов)
      - = Neoapenesia Terayama, 1995

    - †Archeonesia Tribull, Pankowski & Colombo, 2021
    - Austranesia Alencar & Azevedo, 2018
    - Caloapenesia Terayama, 1995
    - Calobrachium Gobbi & Azevedo, 2016
    - Cleistepyris Kieffer, 1910
    - Dissomphalus Ashmead, 1893 (>420 видов, крупнейший род бетилид)
    - Dracunesia Alencar & Azevedo
    - Eleganesia Alencar & Azevedo, 2018
    - Epynesia Alencar & Azevedo, 2018
    - Foenobethylus Kieffer, 1913
    - Ifrika Colombo & Azevedo, 2023[23]
    - †Merascylla Colombo & Azevedo, 2021
      - †Merascylla atavella (Cockerell, 1920) (=Epyris)

    - Parascleroderma Kieffer, 1904
      - = Ceratepyris Kieffer, 1905

    - Pristepyris Kieffer, 1905[24]
      - =Acrepyris Kieffer, 1905, Pristepyris Kieffer, 1905,

    - Pristocera Klug, 1808 (100 видов)
      - =Apristocera Kieffer, 1914, Dicrogenium Stadelmann, 1894, Diepyris Benoit, 1957, Kathepyris Kieffer, 1907, Parapristocera Brues, Neurepyris Kieffer, 1905, Neodicrogenium Benoit, 1957

    - Pristonesia Alencar & Azevedo, 2018
    - Propristocera Kieffer, 1905
      - = Afrocera Benoit, 1983

    - Prosapenesia Kieffer, 1910
      - = Usakosia Kieffer, 1914

    - Protisobrachium Benoit, 1957
    - Pseudisobrachium Kieffer, 1904 (150 видов)
      - †Pseudisobrachium elatus (Brues, 1933)
      - †Pseudisobrachium inhabilis (Brues, 1923)

    - Scaphepyris Kieffer, 1904
    - Trichiscus Benoit, 1956

### Ископаемые подсемейства
† Lancepyrinae являются сестринскими по отношению к остальным подсемействам. Аналогичное положение было обнаружено Colombo et al. (2020), но при этом Holopsenellinae дивергировали первыми, а Jouault et al. (2021) сгруппировали их с Protopristocerinae для формирования клады, родственной к (Scleroderminae + (Epyrinae + (Pristocerinae + Mesitiinae)).
Род Holopsenella Engel et al., 2016, типовой род таксона Holopsenellinae, недавно был исключен из Bethylidae и переклассифицирован в собственное семейство †Holopsenellidae, в неясном статусе Aculeata incertae sedis (Lepeco and Melo 2022). Таким образом, в анализе 2023 года авторы заменили Holopsenella на Holopsenelliscus Engel, 2019, признанного представителя Bethylidae, принадлежащего к бывшему подсемейству «holopsenelline» (вместе с Cretabythus Evans, 1973, и Megalopsenella Jouault et al., 2020).
- † Cretabythinae Brazidec et al., 2023[10]
  - † Cretabythus Evans, 1973
  - † Holopsenelliscus Engel, 2019
  - † Megalopsenella Jouault et al., 2020
- † Elektroepyrinae Colombo et al., 2020[26]
  - † Elektroepyris Perrichot & Nel, 2008[27]

- † Lancepyrinae Azevedo & Azar, 2012
  - † Archaepyris Evans, 1973
  - † Azepyris Brazidec et al., 2023[10]
  - † Burmapyris Jouault, Perrichot & Nel, 2021
    - † Burmapyris azevedoi Jouault, Perrichot & Nel, 2021[25]
    - † Burmapyris ohmkuhnlei Brazidec et al., 2023

  - † Cretepyris Ortega & Engel, 2013
  - † Gwesped Brazidec et al., 2023
  - † Lancepyris Azevedo & Azar, 2012
  - † Liztor Ortega & Engel, 2013
  - † Paralanceis Brazidec et al., 2023
  - † Protopyris Jouault & Nel, 2021
    - † Protopyris myanmarensis Jouault & Nel, 2021[25]

  - † Yunbayin Brazidec et al., 2023
  - † Zophepyris Engel, Ortega & Azevedo, 2016

- † Protopristocerinae Nagy, 1974
  - † Bethylitella Cockerell, 1917
  - † Bethylopteron Brues, 1933
  - † Protopristocera Brues, 1923
  - † Ramageoptera Jouault & Brazidec, 2021[28]

исключённые группы
- † Holopsenellinae Engel, Ortega & Azevedo, 2016
  - † Holopsenella Engel, Ortega & Azevedo, 2016

В 2022 году † Holopsenellinae выделены в отдельное семейство †Holopsenellidae, в неясном статусе Aculeata incertae sedis (Lepeco and Melo 2022).

## Обычные виды
- Sclerodermus domesticus; часто встречаются в домах, могут жалить